# Pierre Ier de Cros
Pour les articles homonymes, voir Pierre Ier.
Ne doit pas être confondu avec Pierre de Cros ou Pierre d'Auvergne (théologien).
Pierre de Cros, le cardinal d'Auxerre (né à Calimafort près de Limoges, dans l'actuel département de la Haute-Vienne, alors dans la province du Limousin, et mort le 23 septembre 1361 à Avignon) est un cardinal français du XIVe siècle. Il est un neveu ou un cousin du pape Clément VI et un parent du pape Grégoire XI, du cardinal Jean de Cros (1371) et du pseudo-cardinal Pierre de Cros, O.S.B. (1383).

## Biographie
Pierre de Cros est professeur de théologie et proviseur à la Sorbonne de Paris et doyen du chapitre de Paris. En 1344 il est élu évêque de Senlis et en 1349 il est transféré à Auxerre.
De Cros est créé cardinal par le pape Clément VI lors du consistoire du 17 décembre 1350. Le cardinal de Cros participe au conclave de 1352, lors duquel Innocent VI est élu.